# El Hedi ben Salem
El Hedi ben Salem (c. 1935 – 1977) fue un actor marroquí conocido por su trabajo con el  director alemán Rainer Werner Fassbinder.

## Biografía
Salem cuyo nombre de nacimiento fue El Hedi ben Salem m Barek Mohammed Mustafa, nació en un pequeño pueblo en Marruecos, como hijo de una familia bereber. A la edad de 15 años, se casó y, finalmente, tuvo cinco hijos. Salem, su esposa y sus hijos vivieron cerca de las Montañas del Atlas. Para la década de 1970, había dejado a su esposa e hijos y se trasladó a Europa.
Conoció al director Rainer Werner Fassbinder en una casa de baños gay en París a principios de 1971 y los dos comenzaron una relación. Se trasladó a Alemania con Fassbinder y se convirtió en parte de la comitiva del director, interpretando varios papeles menores en las películas del director. Finalmente este lo eligió como parte del reparto principal en Todos nos llamamos Alí (1974), una película que explora el racismo en Alemania después de la segunda Guerra Mundial. En la película, Salem interpretó a un inmigrante marroquí que viven en Alemania, y comienza una relación con una anciana mujer alemana,quien finalmente se casa con él. La película trajo la aclamación de la crítica en todo el mundo para Fassbinder y el papel de "Ali" se convirtió en el más conocido de Salem.
Mientras Salem y Fassbinder estaban viviendo juntos en Alemania, el actor trajo a dos de sus hijos a vivir con ellos. Esta disposición no duró mucho, ya que los niños no estaban preparados para la vida en una cultura diferente y la pareja no estaba en disposición de criar a los niños. Con frecuencia bebían y consumían drogas, dejando a los niños al cuidado de otros. Uno de sus hijos regresó con su madre a Marruecos, mientras que el otro fue a diferentes hogares y, por último, a un reformatorio.
Salem y Fassbinder, según informes, tuvieron una relación tumultuosa. Lucharon con frecuencia, en parte debido al poco temperamento de Salem, que se volvía violento cuando bebía. En 1974, Fassbinder rompió la relación, debido a la violencia y alcoholismo de su pareja. Después de la separación, Salem comenzó a beber más. El Director Daniel Schmid, uno de los amigos cercanos de Fassbinder, más tarde le comentó a Roger Ebert, que poco después de la ruptura, Salem se emborrachó y "... fue a un lugar en Berlín y apuñaló a tres personas." Salem, entonces, regresó con Fassbinder y le dijo, "no tienes que tener miedo nunca más."

## Muerte
Después de los ataques con arma blanca (ninguno de los cuales fueron mortales), huyó a Francia ayudado por Fassbinder y sus amigos. Schmid más tarde recordó que el actor tuvo que ser "prácticamente, sacado de contrabando de Alemania" y que Fassbinder lloraba todo el tiempo mientras Salem salía de Berlín.
Mientras en Francia, Salem fue arrestado y encarcelado. Estando en custodia en una prisión de Nimes, en 1977, se ahorcó. Otra versión sostiene que murió de un ataque cardíaco durante un partido de fútbol en la cárcel. La noticia de su muerte se mantuvo fuera del conocimiento de Fassbinder durante años. Él no supo que su expareja había muerto, hasta poco antes de morir en 1982. Fassbinder dedicó su última película, Querelle (1982), a Salem.

## En la cultura popular
En 2012, un documental sobre su vida titulado Mi Nombre No Es Ali, se estrenó en el Festival de Cine del Mundo de Montreal. La película fue dirigida por la cineasta alemana Viola Shafik.

## Filmografía
| Año  | Título                             | Personaje         |
| ---- | ---------------------------------- | ----------------- |
| 1971 | The Merchant of Four Seasons       | el árabe          |
| 1972 | The Bitter Tears of Petra von Kant | –                 |
| 1973 | Wildwechsel                        | amigo de Franz    |
| 1973 | Eight Hours Don't Make a Day       | Arbeitskollege    |
| 1973 | Tenderness of Wolves               | soldado francés   |
| 1973 | World on a Wire                    | Castro            |
| 1974 | Ali: Fear Eats the Soul            | Ali               |
| 1974 | Martha                             | invitado          |
| 1975 | Like a Bird on a Wire              | fisiculturista    |
| 1975 | Fox and His Friends                | Salem el marroquí |